# Сторм, Режиналь
Режиналь Сторм (фр. Réginald Storms) — бельгийский стрелок, призёр летних Олимпийских игр.
Сторм принял участие в летних Олимпийских играх в Лондоне в соревнованиях по стрельбе из пистолета. Он стал двукратным серебряным призёром как в стрельбе среди команд, так и среди отдельных спортсменов.